# Мозалевський Іван Іванович
Іван Іванович Мозале́вський  (псевдонім Жан Алле; 24 вересня 1890, Бреслау — 5 січня 1975, Сімферополь) — український радянський графік, живописець, мистецтвознавець; член Спілки художників України з 1953 року. Чоловік художниці Валентини Мозалевської.

## Біографія
Народився 24 вересня 1890 року в місті Бреслау (нині Вроцлав, Польща). У 1910—1912 роках навчався в Київському художньому училищі у Володиира Менка та Івана Селезньова; у 1913 році — в школі Товариства заохочення мистецтв у Санкт-Петербурзі (керівник Іван Білібін); у 1914—1915 роках — вільнослухач петербурзької Академії мистецтв (учень Василя Мате).
У 1917–1919 роках жив у Києві, де заснував власну художню школу та професійну спілку художників «Мистецтво»; з 1918 року — головний художник друкарні Кульженка; з березня 1918 року по червень 1919 року очолював гравіювально-художній відділ Експедиції заготівлі державних паперів, створеної урядом Української Центральної Ради, розробляв проекти українських грошових купюр. У 1919–1920 роках жив у місті Кам'янець-Подільському, де відкрив художньо-промислову школу, був обраний головою губернського шкільного правління.
1920 року емігрував до Відня, де відкрив мистецьку студію. З 1921 року — головний художник видавництва І. Ладижникова у Берліні. У 1923–1926 роках — професор рисунка в Українській студії пластичного мистецтва в Празі. З 1926 року жив у Парижі, де до 1930 року працював редактором художнього відділу газети «Українські вісті»; співпрацював із журналом «Наш Союз», газетою «Парижский вестник», де друкував статті про українських і російських художників.
1947 року повернувся у Київ, згодом жив у Москві, з 1953 року жив у Сімферополі, працював у картинній галереї. Проживав в будинку на вулиці Гагаріна, 13/1, квартира 64. Помер в Сімферополі 5 січня 1975 року.

## Творчість

### Художня

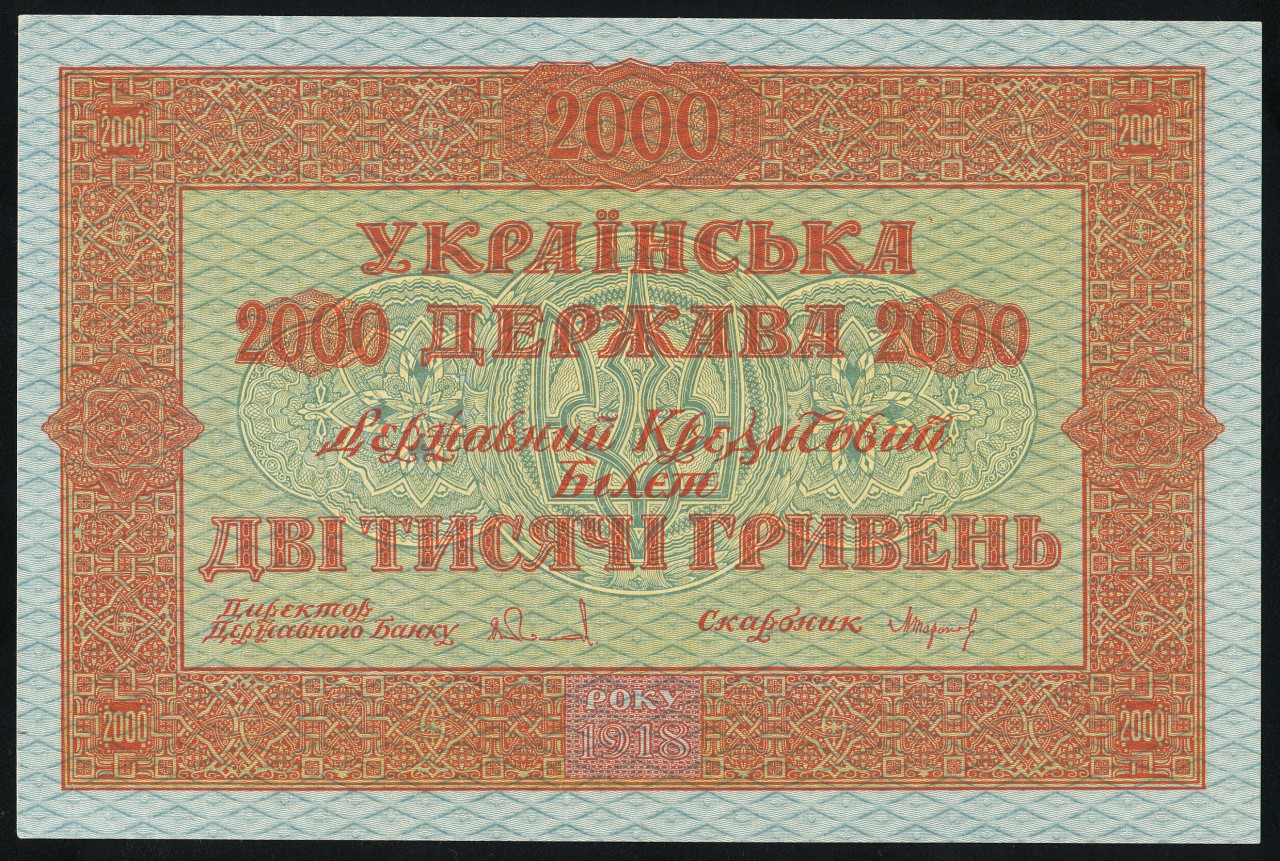

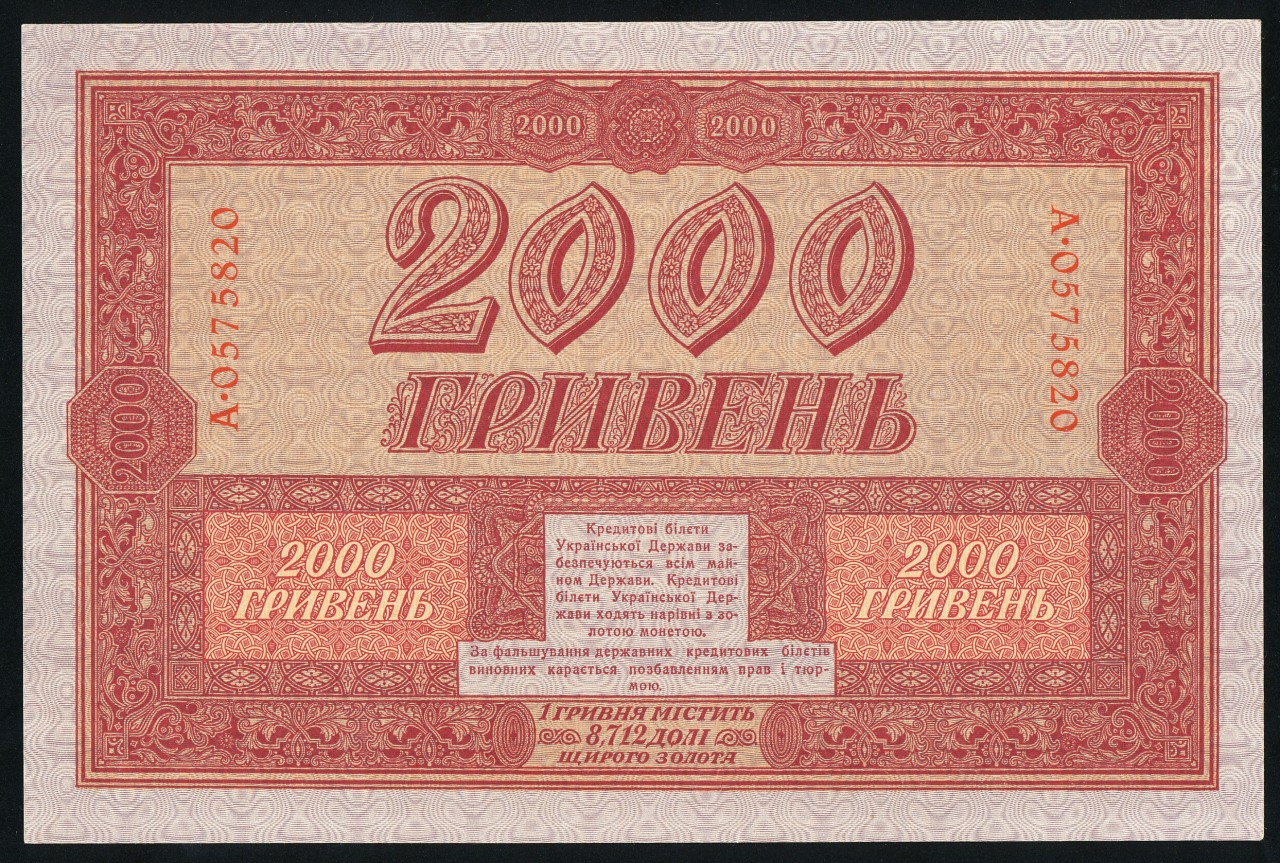
2000 гривень — проект Івана Мозалевського

Працював у галузі станкової і книжкової графіки, плаката, живопису; у 1913–1916 роках — у техніках ліногравюри, офорта, рисунка, акварелі; автор мініатюр на слоновій кістці, екслібрисів; малював віньєтки, заставки, ілюстрації для петербурзьких журналів і видавництв, обкладинки до:
- збірки «Чемпионат поэтов» (Санкт-Петербург, 1913);
- книги «Счастливый домик» Владислава Ходасевича (Москва, 1914);
- книги «Історія російського мистецтва» Віктора Нікольського (Берлін, 1923).

Використовував мотиви українського народного мистецтвава, національну символіку й орнаменти.
Навчаючись в школі Товариства заохочення мистецтв у 1913 році брав участь в оформленні опери «Руслан і Людмила» Михайла Глінки для театру Народного дому. У 1913—1914 роках низку ілюстрацій художника було вміщено в часописі «Аполлон», зокрема малюнок «Птахи» (1913, № 6).
Серед робіт:
- знак Українського вільного університету в Празі (1924);

ілюстрації до
- віршів «Білі пави» Поля Верлена (1911, туш, перо), Едгара По (1931);
- романів
  - «Ідиот» Федора Достоєвського (Берлін, 1923);
  - «Манон Леско» Антуана Франсуа Прево (1934, офорт, акватинта);
- збірки «Казки» Джозефа Радьєрда Кіплінґа (Прага, 1924);
- п'єси «Лихо з розуму» Олександра Грибоєдова (Москва, 1950);

станкова графіка
- «Ш. Бодлер» (1912, офорт);
- «Літній вечір» (1913, туш, перо);
- «Лицар» (1921, туш, перо);
- «Робітник» (1923, туш, перо);
- «Праця» (1924, туш, перо);
- прортрет В. Антонова-Овсієнка (1925);
- «Автопортрет» (1927);
- «Монмартр. Париж» (1930);
- «Гроза» (1930);
- «Індійський мотив. Полювання» (1932);
- «Дружина» (1934);
- «Кокер» (1936);
- «Серни» (1937, ліногравюра);
- «Ельзас» (1937);
- «В. І. Ленін у 1908 році за роботою у паризькому кафе» (1946, акварель);
- «Це — війна» (1956—1957, ліногравюра);
- «Чорна пантера» (1957);
- «І. Рєпін» (1957, ліногравюра);
- «В. І. Ленін у редакції газети "Пролетарій"» (1960, ліногравюра);
- «Париж, 1901 рік» (1960, у співавторстві з Валентиною Мозалевською);

цикли
- офортів «Види Парижа» (1929—1934)
- гравюр «Звірі. Птахи. Квіти» (1930-ті);

плакати
- «Іван Федоров» (1950, у співавторстві з Валентиною Мозалевською);
- «Кожному колгоспу — рибне господарство!» (1952, у співавторстві);

живопис
- «Сільська прогулянка» (1931).

Мозалевський — автор проектів українських паперових грошей, цінних державних паперів, поштових марок, знаку на монопольні вироби. За його проектами  в грошовий обіг випущені банкноти 1000 та 2000 гривень.
Виконав кілька нереалізованих проектів паперових грошей та інших державних паперів доби національно-визвольних змагань, які експонувалися на «Виставці сучасної української графіки» Асоціації незалежних українських митців у Львові у червні 1932 року:
- банкнота 5 карбованців;
- консульська марка 25 шагів;
- 3 карбованця;
- талон 2 карбованця;
- поштова марка 2 карбованця;

44 проєкти виконано тушшю та 13 — олівцем.
Брав участь в обласних, всеукраїнських, всесоюзних і міжнародних мистистецьких виставках з 1911 року. Персональні відбулися у Парижі (1928—1929, 1931), Сімферополі (1954, посмертна у 1990 році), Москві (1963, 1971).
Окремі роботи художника зберігаються у Сімферопольському художньому музеї, Національному художньому музеї України.

### Літературна
Автор книги «Современное положение художников во Франции» (Москва, 1950); статей у московському журналі «Художник», зокрема:
- «Сколько стоит искусство?» (1961, № 10);
- «Несостоявшаяся встреча: Воспоминания о В. Серове» (1965, № 1);
- «Вдали от родины: Воспоминания о К. Коровине» (1965, № 6);
- «Памяти И. Билибина» (1966, № 8).

Неопубліковані дослідження:
- «Техника офорта»;
- «Техника гравюры на дереве и линолеуме»;
- «И. Я. Билибин»;
- мемуари «Книга скитаний».